# Германофобија
Германофобија (или антинемачко осећање) је назив за страх или мржњу према свему што је немачко. Германофобија је честа појава међу европским народима чији је један од узрока чињеница да је Немачка започела оба светска рата.

## 19. век
1860-их Русија је искусила излив германофобије, углавном ограниченог у круговима петроградских писаца који су се окупили око десничарских новина. Почело је 1864. са објављивањем чланка писца под псеудонимом „Шедофероти”, који је предложио да би Пољска требало да добије аутономију и да би требало сачувати привилегије немачким баронима у Балтику и Финској. Михаил Катков је објавио оштру критику овог чланка у Московким новостима што је проузроковало бујицу оштрих напада на Европљане у новинским чланцима, где су руски писци исказали како их иритирају. У дотичним чланцима је и било директиних напада не Немце.
Следеће, 1865. године, стогодишњица од смрти Михаила Ломоносова се обележавала широм Руске Империје. Кренуло је са објављивањем чланака о Ломоносовим потешкоћама, које су му стварали страни чланови Руске академиије наука, од којих су већину чинилу Немци или људи немачког порекла. Аутори су критиковали тадашње немачке (у Русији) научнике због њиховог занемаривања руског језика и зато што су штампали чланке на страним језицима, а исторемено примали новац од руског народа. Неки писци су предлагали да руске грађане немачког порекла, који нису говорили руски језик и нису били верници православне цркве, треба сматрати странцима. Такође је предложено да Немцима треба забранити да се баве дипломатијом јер, како је речено, није сигурно да имају „солидарност и поштовање према Русији”.
Упркос новинској кампањи против Немаца, германофобски осећаји нису ухватили корена у Русији у некој широј размери и убрзо су нестали. Један од разлога је и то што је царска породица имала немачке крви и јер је пуно руских јавних личности било немачког порекла.

## Први светски рат
Године 1914, када је немачка војска напала неутралну Белгију и север Француске, хиљаде недужних белгијских и француских цивила су стрељани под оптужбом да су француски герилци. Ова недела, која су додуше у савезничкој штампи преувеличавана, коришћена су да би се поспешило стварање антинемачког осећаја. Пропаганда Савезника је упоређивала Немце са Хунима и описивала их као људе способне да ураде дивљачки окрутне и насилне злочине.

### Уједињено Краљевство
У УК, антинемачко осећање довело је до ретких нереда, напада на оне за које се сумњало да су Немци, пљачкања продавница чији су власници били људи са презименом које је звучало немачки итд. Понекад би овај антинемачки осећај добио и елементе антисемитизма.
Ова све већа појава у британском друштву је достигла те размере да је бацила сумњу и на енглеског краља Џорџа V. Он је приморан да промени своје немачко презиме Сакс-Кобург и Гота у Винздор и да се ослободи свих немачких титула у корист својих рођака који су били британски поданици.
Немачком овчару је дато „улепшано” име „Alsatian” (срп. алзашки), пореклом из Алзаса). Енглески Кенел Клуб је поново озваничио израз „немачки овчар” тек 1977. У Канади, град Берлин у Онтарију је променио име у Киченер, назван по лорду Кичинеру, који се налазио на славном ратном постеру „Ја (Лорд Кинчер) хоћу ТЕБЕ!” (енгл. I want YOU!), који је позивао на регрутацију.
Ипак, нису сви британски војници имали негативан став према немачким трупама на Западном фронту. Британски писац Николас Шекспир цитирао је изјаву из писма свога деде који је био учесник у Првом светском рату:
Моје лично мишљење је да се наши момци много боље слажу са Немцима и да би се много радије борили против Француза.— Николас Шекспир, Прве жртве рата
Такође, Шекспиров деда се и диви Немцима на њиховој храбрости и дисциплини:
Био је то леп призор, гледати Немце како нам прилазе у чврстој формацији, крећући се право према нашим митраљезима… Испред њих је био официр, који их је водио, и који је хладно гледао смрти у очи, са својом усправљеном сабљом испред себе, поздрављајући.— Николас Шекспир, Прве жртве рата

### Аустралија
У Аустралији, званична прокламација, донета 10. августа 1914, захтевала је од свих немачких држављана да пријаве своје стално место боравка у најближој полицијској станици и да јаве властима сваку промену адресе. 27. маја 1915. је донето „Наређење о ограничавањима странцима” (енгл. Aliens Restriction Order), по коме су странци из непријатељских земаља, који нису стажирали, требало да се јављају у полицијску станицу сваке недеље и смели су да мењају место боравка само са службеним одобрењем. Амандман овом документу, који је донет у јулу 1915. забранио је „непријатељским странцима” и натурализованим (онима који су пореклом из непријатељске земље) грађанима да мењају своја имена или имена радњи и фирми које воде. Године 1914. је такође донесен један акт који је забранио објављивање материјала на немачком језику и школе које су биле у саставу Лутеранске цркве су приморане да предавања држе на неком другом језику, јер је немачки у школама био забрањен, а оне школе које то нису прихватиле су затваране. Сви немачки клубови и удружења су затворени.
Мењани су и оригинални називи места уколико су имали немачки корен. У Јужној Аустралији Грунтал је постао Вердун (енгл. Verdun), а Крихауф је постао Бити (енгл. Beatty). У Новом Јужном Велсу град Германтаун (енгл. Germantown) је постао Холбрук (енгл. Holbrook). Норман Даглас Холбрук је био подморнички командант, и по њему је и названо ово место.
Најзаслужнија за овакво антинемачко расположење у народу била је штампа, која је покушавала да створи слику да сви Аустралијанци немачког порекла подржавају Немачку и њену политику. 1915. године Аустралијом је кружила брошура која је тврдила да се у њој налази преко 3.000 немачих шпијуна. Ову пропаганду су подржавале локалне, али и британске компаније, које су желеле да елиминишу немачку робу са аустралијског тржишта. Немци у Аустралији су приказивани као „зли по природи”.

### САД
Када су САД ушле у рат 1917, неки немачки емигранти, а понекад и припадници нација које нису немачке, али јесу германске (Холанђани, Скандинавци, Швајцарци...), гледани су са сумњом и нападани без обзира на њихову лојалност. Неки немачки емигранти у САД су осуђени и затворени, оптужени за позивање на побуну, само због тога што су одбијали да положе заклетву „Америчком ратном напору”.
У Њу Орлеансу, Берлинска улица је променила назив у Генерала Першинга (амерички и савезнички генерал, по пореклу Немац),  (срп. Кисели купус,kraut је жаргонски назив на енглеском за Немца, као што је на пример у српском језику Шваба, на немачком kraut значи купус) су неки прозвали „Liberty Cabbage”(слободарски купус), „Немачке богиње”(Рубела) постају „liberty measles”(„слободарске богиње”), Hamburger постаје „”(„слободарска шницла”) а Dachshund (срп. Јазавичар) постаје „”(„слободарско куче”, „куче слободе”).
Између 1917. и 1918. године, немачко-америчке школе и новине су затваране. У градовима широм земље, библиотеке су јавно палиле књиге на немачком. Градови који су имали немачке називе, које су им дали њихови немачки оснивачи, насилно су мењали имена како би добила англо-саксонски назив. Такође је уништаван сваки траг о немачком наследству таквих места. У градовима широм Америке, називи улица са немачким призвуком су забрањени. Чак су и многе породице мењала своја презимена, како би избегла дискриминацију због свог немачког порекла. Ипак, доста Немаца је било лојално САД, и неки су и ратовали против земље свог порекла.
Како се атмосфера све више загрејавала, спаљивања „пронемачких књига”, шпијунирања у комшилуку и тражење шпијуна, па и напади на емигранте, постали су неретка појава. Тензије су кулминирале 4. априла 1918, када је брутално линчован немачки емигрант Роберт Прагер, рудар угља у Колинсвилу, у Илиноису, јер је наводно био „нелојалан”.
Овом расположењу међу Американцима је допринело и бомбардовање америчког острва Блек Том 1916, које су финансирали немачки обавештајци, маскирани као дипломате.

## Други светски рат
Током Другог светског рата антинемачко расположење је било веома јако, нарочито у оним земљама које су непосредно осетиле зло које је наносио Нацистичка Немачка, као што су Енглеска, Совјетски Савез Пољска, Југославија, Француска и друге.
Мржња према Немцима је у Црвеној армији била толика да су немачки војници убијани скоро увек при предаји. Совјетска војска је починила и многа злодела над цивилним становништвом, немачка села су спаљивана, градови рушени, жене силоване, а цивили неретко убијани. Ипак ови злочини нису били неиспровоцирани. Немачка војска је разорила многе совјетске градове (Стаљинград, Харков...), убијала сваког за кога би посумњала да ради против немачких окупационих снага и вршила геноцид над јеврејским становништвом. Најокрутнији су били припадници јединица СС-а.

### Уједињено Краљевство
1940. Министарство информација Уједињеног Краљевства је лансирало „кампању беса” енгл. Anger Campaign како би усадили „љутњу сваком појединцу према Немцима и Немачкој”, јер је просечан Британац „гајио мало правог осећаја мржње према просечном Немцу”.
Сер Роберт Ванситарт, дипломатски саветник при канцеларији иностраних послова до 1941, направио је серију радио програма у којима каже да је немачка нација заснована на „зависти, самосажаљењу и окрутности” и да је историјско развијање ове нације, са оваквим особинама, „створило тле за стварање нацизма”, те да је баш нацизам „израз праве таме немачке душе”.
Британски институт за јавно мишљење (BIPO) је пратио развијање антинемачког и антинацистичког расположења у Уједињеном Краљевству, питајући јавност путем неколико упитника направљених у периоду од 1939. до 1943. да ли је „главни непријатељ Британије немачки народ, или нацистичка власт”. 1939. године само 6 % испитаника је одговорило да је немачки народ главни кривац; међутим, након Блица и „Кампање беса” 1940. године, број са оваквим одговором се повећао на 50 %. Овај проценат се 1943. спустио на 41 %. Обавештајна служба је пријавила да је у 1942. години било критике према званичном ставу британске владе; говорило се да би „Енглеска требало да буде цивилизацијски узор” и да би мржња само сметала смиривању ствари после рата.
Исте године „Мес обзервејшн” (енгл. Mass-Observation) је затражила од својих аналитичара да спроведу испитивање у којем ће питати Британце за мишљење о немачком народу. 54 % испитаника је било мишљења да Немци „нису криви за рат већ нацистичка влада”. Како је рат напредовао, тако је и ова „симпатија” према немачком народу расла. „Мес обзервејшн” је 1943. установио да је 60 % испитаних нагласило јасну разлику између Немаца и њихове владе, док је само 20 % изјавило да мрзи Немце и подржава реваншизам. Британски пропагандни филмови у то време су поспешили овакво мишљење већине Британаца, јер је у својим филмовима јасно стављала црту изеђу нациста и осталих Немаца.

### САД
Када је немачки џепни бојни брод „Дојчланд” запленио амерички теретни брод „SS City of Flint”, у октобру 1939. године, то је узроковало велико антинемачко расположење у Америци.
Приликом уласка у рат, влада САД је затворила (између осталих) најмање 10.000 Американаца са немачким пореклом. Последњи Американац немачког порекла је остао затворен све до 1948. на острву Елис, чак три и по године након завршетка рата.
Године 1944, Хенри Моргентау млађи, секретар државне касе САД, на Другој квебешкој конференцији је изнео предлог како да се Немачка казни. Овај план је постао познат као „Моргентауов план”, а идеја је била да се уништи немачка тешка индустрија, чиме би Немачка постала искључиво пољопривредна земља.

### Бразил
После објаве рата 1942, антинемачки нереди су отпочели у скоро сваком бразилском граду у коме Немци нису били већински народ. Демонстранти су уништавали немачке фабрике, укључујући и фабрику за прераду дувана „Суердик” (Suerdick) у Баији, продавнице и хотеле. Највеће демонстрације су се збиле у Порто Алегру и Рио Гранде до Сулу. Бразилска полиција је кривично гонила и затворила поданике Сила Осовине у затвореничким камповима сличним оним у САД који су се користили за Јапанце. Неколико Немаца и Бразилаца немачког порекла је убијено. Након завршетка рата, немачке школе нису поново отваране, новине на немачком језику су нестале, а употреба немачког језика је забрањена.